# Янсен, Ян (велогонщик)
Йоханнес Хендрикс (Ян) Янсен (нидерл. Johannes Hendrikus "Jan" Jansen; род. 26 февраля 1945, Basdorf, Vöhl, Гессен) — нидерландский профессиональный трековый велогонщик. Призёр Олимпийских игр 1968 года в Мехико.

## Биография
На летних Олимпийских играх 1968 года в Мехико принимал участие в двух трековых дисциплинах по велоспорту. В спринте проиграл в четвертьфинале. А гонках на тандемах в паре с Лейне Лувесейном завоевал серебряную медаль.
Неоднократно выигрывал медали на трековых чемпионатах Нидерландов, в том числе три золота в тандемных гонках (1968, 1970 и 1971). Вместе с Лейне Лувесейном установили часовой рекорд для тандемов - около 73 километров в час.
После окончания карьеры был национальным тренером в течение четырёх лет, а затем начал практику в качестве зубного протезиста.
Имеет двух братьев: Харри (1947) и Андре (1952), так же ставших велогонщиками.

## Достижения

### Трек
1964
1-й  Чемпион Нидерландов — спринт
1965
1-й  Чемпион Нидерландов — спринт
1966
2-й Чемпионат Нидерландов — 1 км
1967
3-й Чемпионат Нидерландов — 1 км
1968
2-й  Олимпийские игры — гонка на тандемах в паре с Лейне Лувесейном
1-й  Чемпион Нидерландов — гонка на тандемах в паре с Лейне Лувесейном
1969
2-й Чемпионат Нидерландов — гонка на тандемах
1970
1-й  Чемпион Нидерландов — гонка на тандемах в паре с Питером ван Дорном
1971
1-й  Чемпион Нидерландов — гонка на тандемах в паре с Питером ван Дорном